# اتحاد تايبيه الصينية لكرة القدم
اتحاد تايبيه الصينية لكرة القدم (CTFA) هي الهيئة الإدارية لكرة القدم في جمهورية الصين (المعروفة باسم تايوان). اسمها الرسمي باللغة الصينية هو اتحاد كرة القدم في جمهورية الصين، ولكن نظرًا للوضع السياسي لتايوان، فقد وُصفت بالخارج باسم "اتحاد تايبيه الصيني لكرة القدم" وتستخدم الأحرف الإنجليزية TPE على شارتها.

ينظم اتحاد تايبيه الصينية لكرة القدم الفرق الوطنية للرجال والسيدات ويدير الدوري المحترف في الإقليم وهو دوري تايوان الممتاز لكرة القدم. ولأن منتخباته الوطنية هي أعضاء في اتحاد شرق آسيا لكرة القدم فهي مؤهلة لبطولة كأس شرق آسيا لكرة القدم وتسمح عضوية البلد في الاتحاد الآسيوي لكرة القدم للفرق بالمشاركة في مسابقات أندية المنظمات والمنتخبات الوطنية. تايوان هي أيضًا عضو في الاتحاد الدولي لكرة القدم منذ عام 1954 وبالتالي فهي مؤهلة للعب في كأس العالم.